# Microrregión de Aquidauana
La microrregión de Aquidauana era una de las microrregiones del estado brasileño de Mato Grosso del Sur, perteneciente a la mesorregión de Pantanais de Mato Grosso do Sul. Estaba dividida en 4 municipios.
En 2017 el IBGE disolvió las mesorregiones y microrregiones, creando un nuevo marco regional brasileño, con nuevas divisiones geográficas denominadas, respectivamente, regiones geográficas intermedias e inmediatas.

## Municipios
- Anastácio
- Aquidauana
- Dois Irmãos do Buriti
- Miranda